# Vitrolles (Alte Alpi)
Vitrolles è un comune francese di 204 abitanti situato nel dipartimento delle Alte Alpi nella regione della Provenza-Alpi-Costa Azzurra.

## Società

### Evoluzione demografica
Abitanti censiti